# Ори (Изер)
Ори (фр. Auris) — коммуна во Франции, находится в регионе Рона — Альпы. Департамент коммуны — Изер. Входит в состав кантона Ле-Бур-д'Уазан. Округ коммуны — Гренобль.
Код INSEE коммуны — 38020. Население коммуны на 1999 год составляло 215 человек. Населённый пункт находится на высоте от 720 до 2 164 метров над уровнем моря. Муниципалитет расположен на расстоянии около 510 км юго-восточнее Парижа, 130 км юго-восточнее Лиона, 33 км юго-восточнее Гренобля. Мэр коммуны — Jean-Luc Pellorce, мандат действует на протяжении 2007 гг.
Динамика населения (INSEE):